# 安第斯鶇
安第斯鶇（學名：Turdus nigriceps）是鶇屬下的一種鳥類。發現於阿根廷西北部、玻利維亞、厄瓜多爾和秘魯。石鶇有時會被認為是安第斯鶇的亞種。它們棲息于以上地區的溫帶樹林、亞熱帶和熱帶低濕林及山地林、退化的森林中。